# Тлумак, Андрей Богданович
Андре́й Богда́нович Тлума́к (укр. Андрій Богданович Тлумак; род. 7 марта 1979, Стрый, Львовская область) — украинский футболист, вратарь, ныне тренер.

## Карьера игрока
В первенствах Украины дебютировал в составе второлигового клуба «Газовик» (Комарно) в сезоне 1996/97. Затем перешёл во львовские «Карпаты», где сначала играл за фарм-клуб, а в сезоне 1999/2000 дебютировал за львовскую команду в высшей лиге — 22 апреля 2000 года в матче против криворожского «Кривбасса».
Постоянно соревновался за место в основе «Карпат» — сначала с Богданом Стронцицким, а впоследствии — с Мацеем Налепой и Богданом Шустом. Часть сезона 2005/06 провёл в команде «Металлург» (Запорожье), затем вернулся во Львов и в первенстве 2006/07 был капитаном «Карпат».
Летом 2007 года откликнулся на приглашение Мирона Маркевича (который некогда тренировал «Карпаты») и перешёл в харьковский «Металлист». Однако там футболист не сумел составить конкуренцию Александру Горяинову. Чтобы иметь игровую практику, Тлумак сезон 2008/09 провёл в луганской «Заре», но уже в начале первенства, 25 октября 2008 года, на 7-й минуте матча с ФК «Львов» вратарь столкнулся с игроком львовян Григорием Баранцом и, несмотря на боль, доиграл первый тайм до конца. В перерыве пришлось сделать замену, а Тлумака машиной «скорой помощи» доставили в больницу. Диагноз — компрессионный перелом девятого грудного позвонка.
В июне 2009 года был на просмотре в симферопольской «Таврии», но в конце концов вернулся в «Карпаты», с которыми подписал 3-летний контракт. В июне 2012 года получил статус свободного агента и покинул расположение клуба.

## Тренерская карьера
В октябре 2012 года вернулся в «Карпаты» в качестве помощника главного тренера юниорской команды Радослава Боянова. В августе 2013 года после отставки преемника Боянова Степана Юрчишина в качестве и. о. возглавил юниоров ФК «Карпаты». 19 сентября того же года покинул пост, уступив его Игору Йовичевичу.
В июне 2017 года стал старшим тренером команды «Карпат» возрастом до 19 лет. По окончании сезона 2017/18, в котором его подопечные завоевали бронзовые награды юношеского чемпионата Украины, оставил свой пост старшего тренера и покинул «Карпаты».

## Личная жизнь
Вместе с родственниками имеет ресторан во Львове. Женат. Сын, Юрий — профессиональный футболист.